# Nymphalis grisescens
Nymphalis grisescens är en fjärilsart som beskrevs av Van Oorschot 1966. Nymphalis grisescens ingår i släktet Nymphalis och familjen praktfjärilar. Inga underarter finns listade i Catalogue of Life.